# Archeobotanie

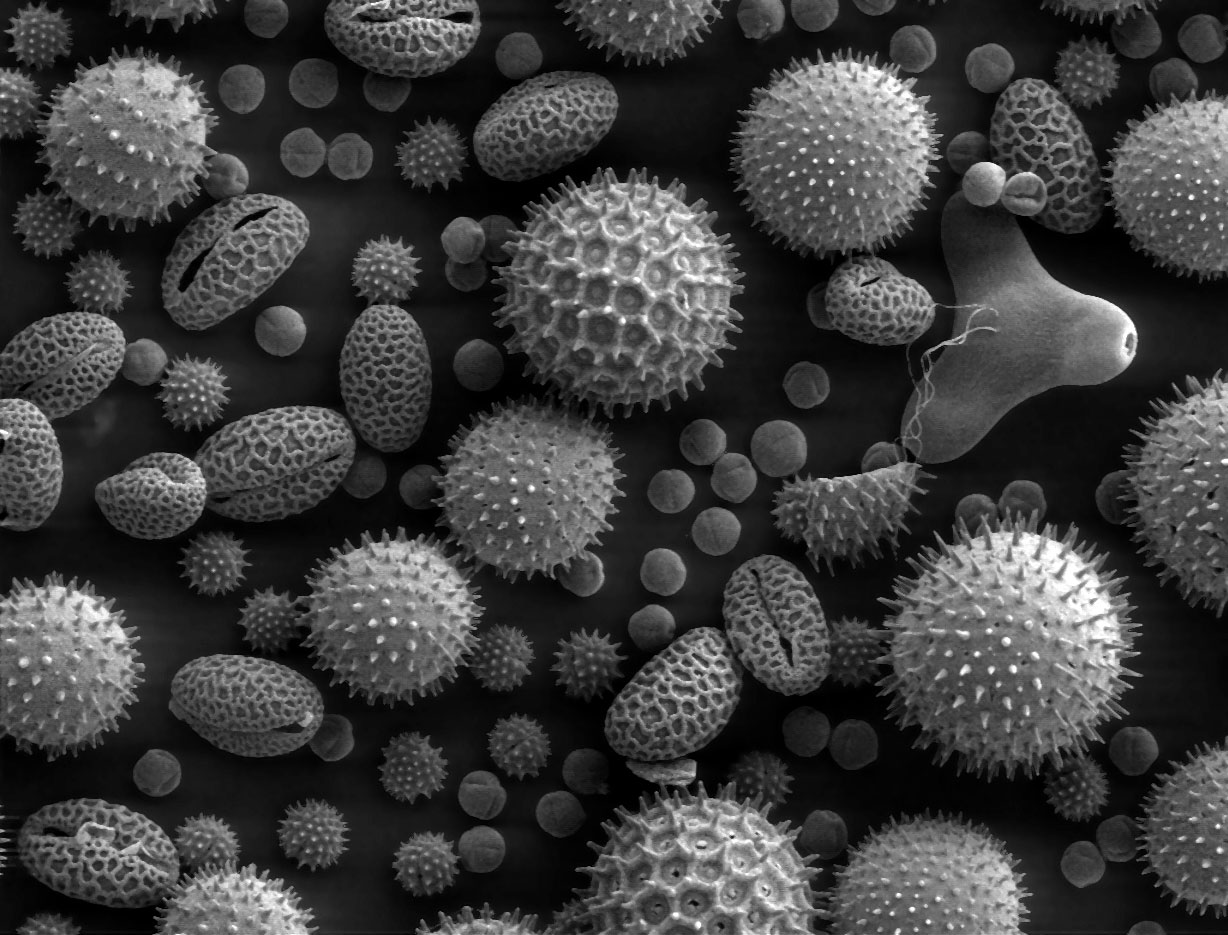
Pollen onder een elektronenmicroscoop

Archeobotanie is een wetenschappelijke paleobotanische discipline die plantaardige resten bestudeert ter ondersteuning van archeologisch onderzoek. Specialisaties zijn onder andere pollenanalyse, macrorestenonderzoek (zaden, vruchten, en dergelijke), diatomeeënonderzoek en hout- en houtskoolonderzoek.
Archeobotanisch onderzoek kan bestaan uit pollenanalyses of macro-botanisch onderzoek, afhankelijk van de vraagstelling. Uitkomsten uit pollenanalyses geven een regionaal beeld van de vegetatie en de opkomst en het verdwijnen hiervan over een langere periode. De procedures voor pollenanalytisch onderzoek en voor macro-botanisch onderzoek zijn totaal verschillend.

## Macro-botanisch onderzoek
Macro-botanisch onderzoek geeft een beeld van het voorkomen van vegetatie op de plaats van een archeologische opgraving.
In principe zijn alle in de bodem bewaarde gebleven plantenresten geschikt als onderzoeksobject om vragen die vanuit de archeologie worden gesteld te beantwoorden.
Plantenresten als stengels, wortels en vooral de zaden kunnen, mits onder gunstige condities bewaard gebleven, na honderden en zelfs duizenden jaren nog worden gedetermineerd.
Op verschillende manieren kunnen plantenresten in de bodem bewaard zijn gebleven: verkoold, in het grondwater of gemineraliseerd. Soms zijn er speciale conserveringsomstandigheden, bijvoorbeeld in zout of permafrost.

### Methode
Tijdens een opgraving worden speciale botanische monsters genomen uit een vondstspoor. Deze monsters worden gelabeld en verpakt. In het laboratorium worden ze over enkele zeven van verschillende maaswijdte (meestal 2 mm, 1 mm en ½ mm) gezeefd. Om verkoolde resten, die zeer licht zijn en meestal blijven drijven, te ontdekken wordt ook wel de flotatietechniek toegepast. Daarbij wordt met een krachtige straal het lichte drijvende materiaal gescheiden van het veel zwaardere zand. De zeefresiduen worden in potten opgeslagen en met conserveermiddel behandeld.
Met een (binoculaire) stereomicroscoop bij vergrotingen van 5 tot 50 maal worden de plantenresten gedetermineerd. Zo mogelijk worden de plantenresten tot op de soortsniveau gedetermineerd en vervolgens wordt bekeken wat de betekenis is van het voorkomen van de planten in de aangetroffen grondsporen van de opgraving.

### Onderzoeksvraag
De vraagstelling van de archeoloog kan betrekking hebben op landgebruik, opslag van goederen in bijvoorbeeld in spiekers in de ijzertijd. Bij beerputonderzoek wordt er vooral gekeken naar voedingspatronen. Ook kan worden gekeken naar het gebruik van bepaalde locaties in nederzettingen, bijvoorbeeld als stal, keuken, hutkom enzovoort. Of naar vormen van landgebruik zoals akkers, sloten, grachten en dergelijke.
De gedetermineerde plantenresten zijn onder te verdelen in gecultiveerde en ongecultiveerde gebruiksplanten en wilde planten. Voorbeelden van ongecultiveerde gebruiksplanten zijn planten met kleinvruchten zoals braam, framboos, rozenbottel en ook (wilde) appel of peer. Gecultiveerde planten zijn alle gedomesticeerde planten die niet in de vrije natuur voorkomen, zoals alle gecultiveerde graansoorten, erwt, tuinboon, linze. De resten van wilde planten die in een monster worden aangetroffen geven een idee over de directe omgeving van het onderzoeksgebied in het verleden. Het aantreffen van plantenresten bijvoorbeeld van lisdodde (Typha latifolia) en moerasvergeet-mij-nietje (Myosotis palustris) in een bepaalde laag duidt er op dat daar in het verleden een watervoerende gracht of greppel liep.
De plantenresten worden nauwkeurig geregistreerd en in kleine buisjes met stop opgeslagen zodat er later nacontrole of verder onderzoek mogelijk is.
Voor Nederland worden de resultaten van archeobotanisch onderzoek centraal verzameld bij de Rijksdienst voor het Cultureel Erfgoed (RCE) en ondergebracht in een centrale database, de Relational Archaeobotanical Database for Advanced Research (RADAR).
De resultaten van het archeobotanisch onderzoek worden ingepast in de andere uitkomsten van het archeologisch onderzoek.